# Municipio di Filadelfia
Il Municipio di Filadelfia (in inglese: Philadelphia City Hall), è la sede del Comune della città di Filadelfia, negli Stati Uniti. 
La sua torre-campanile, con i suoi 168 metri d'altezza, è stata la più alta del mondo dal 1901 al 1993.

## Storia e descrizione
L'edificio venne eretto su progetto dell'architetto scozzese John McArthur, in stile Napoleone III fra il 1871 e il 1901, al costo di 24,5 milioni di dollari.
Disegnato originariamente per essere il più alto edificio del mondo, durante la sua costruzione venne già superato dal Monumento a Washington, dalla Torre Eiffel e, a partire dal 1889, dalla Mole Antonelliana di Torino. Tuttavia restò la torre più alta del mondo a partire dal 1953, in conseguenza del crollo parziale della guglia della Mole Antonelliana, che la sopravanzava di circa un metro, fino al 1960, quando il completamento del restauro della Mole Antonelliana la privò nuovamente del primato. Nel 1993 venne superata anche dalla costruzione del minareto della grandiosa Moschea di Hassan II a Casablanca.
La sua torre, con in cima la statua di William Penn, fondatore della città, misura 168 metri d'altezza.